# 화학 산소 아이오딘 레이저
화학 산소 아이오딘 레이저(chemical oxygen iodine laser)는 1.315 μm  파장의 적외선 화학 레이저이다. 1978년에 윌리엄 맥더모트 (William McDermott) 박사가 개발하였다. 영어 단어의 머리글을 따서 COIL 이라고 부르기도 하고, 화학 산소 요오드 레이저나 화학 산소 옥소 레이저라는 이름을 쓰기도 한다. 연속 모드에서 최대 MW까지 출력을 확장할 수 있다.

## COIL 작동 원리
화학 산소 아이오딘 레이저, COIL의 반응 메커니즘은 매우 복잡하지만 기본적으로는 두 단계로 이루어진다. 먼저 수산화칼륨, 과산화수소를 염소 기체와 반응시켜 높은 에너지를 가지는 염화칼륨과 들뜬 상태의 단일항 산소 분자, {\displaystyle O_{2}(^{1}\Delta )}를 생성한다. 들뜬 단일항 산소는 삼중항 바닥 상태({\displaystyle O_{2}(^{3}\Sigma )})로 전이가 쉽지 않아 상대적으로 긴 수명을 가진다. 단일항 산소 분자를 아이오딘 기체와 반응시켜 스핀-궤도 상호작용 (spin-orbit coupling) 에너지 준위가 들뜬 아이오딘 원자(I*)가 만들어지고, 유도방출을 하면서 1.315 μm의 레이저를 발진한다.
{\displaystyle I+O_{2}(^{1}\Delta )\longrightarrow I^{*}+O_{2}(^{3}\Sigma )}

{\displaystyle O_{2}(^{1}\Delta )+O_{2}(^{1}\Delta )\longrightarrow O_{2}(^{1}\Sigma )+O_{2}(^{3}\Sigma )}

{\displaystyle I^{*}\longrightarrow I+h\nu }

화학 반응의 생성물은 칼륨염, 물, 산소 등이다. 소량의 염소와 아이오딘은 할로젠 스크러버에 의해 제거, 배출된다. 이 레이저는 비교적 낮은 압력과 빠른 기체 흐름을 가지도록 설계되었기 때문에, 고출력 고체 레이저와 비교하면 레이저 매질에서 쉽고 빠르게 열을 제거한다. 레이저가 효율적이고 반응물질을 늘려 출력을 쉽게 높일 수 있는 것은 장점이지만, 부식성이 강한 염기성 과산화수소 (BHP) 용액을 사용하는 것은 단점이다. 액체는 우주 공간이나 무중력 환경에서 COIL을 사용하는 것을 어렵게 할 가능성이 있기 때문이다.

## COIL 활용
COIL은 미국 공군에 의해 군사 목적으로 처음 개발되었고 미국의 군사 항공 레이저 및 첨단 전술 레이저 프로그램의 구성 요소이다.  2010년 2월 11일, 보잉 747 기종의 레이저로 테스트 한 가운데 캘리포니아 해안에서 미사일을 격추시키기 위해 성공적으로 배치되었다. COIL은 산업적으로도 유용한 여러 특성을 가지고 있다. 레이저 파장이 석영 유리 잘 흡수되지 않지만 금속에는 잘 흡수되기 때문에 광섬유를 통한 레이저 유도와 금속 절단이나 가공에 적합하다. 광섬유와 연결된 fiber-coupled COIL을 이용하여 스테인레스 스틸을 자를 수 있다는 것이 시연되었다.

## 같이 보기
- 페레스베트 (레이저 무기)